# Општина Сан Николас де лос Гарза (Нови Леон)
Сан Николас де лос Гарза (шп. San Nicolás de los Garza) општина је у Мексику у савезној држави Нови Леон. Општина се налази на надморској висини од 508 м.

## Становништво
Према подацима из 2010. у општини је живело 443273 становника.

### Хронологија
| Година       | 2000                     | 2005                     | 2010                     |
| ------------ | ------------------------ | ------------------------ | ------------------------ |
| Становништво | 496878 (246483 / 250395) | 476761 (236265 / 240496) | 443273 (219337 / 223936) |

### Попис
| \| \| м \| \| \| ж \| \| 0—2 \| 8.334 \| \| \| 7.873 \| \| 3—5 \| 8.622 \| \| \| 8.350 \| \| 6—11 \| 19.291 \| \| \| 18.493 \| \| 12—14 \| 10.236 \| \| \| 9.931 \| \| 15—17 \| 11.719 \| \| \| 11.175 \| \| 18—24 \| 32.130 \| \| \| 29.524 \| \| 60+ \| 22.909 \| \| \| 26.744 \| \| Просек : \| 32,1 \| \| \| 33,2 \| |        |  |  |        |
| |        |  |  |        |
| | м      |  |  | ж      |
| 0—2 | 8.334  |  |  | 7.873  |
| 3—5 | 8.622  |  |  | 8.350  |
| 6—11 | 19.291 |  |  | 18.493 |
| 12—14 | 10.236 |  |  | 9.931  |
| 15—17 | 11.719 |  |  | 11.175 |
| 18—24 | 32.130 |  |  | 29.524 |
| 60+ | 22.909 |  |  | 26.744 |
| Просек : | 32,1   |  |  | 33,2   |

| #   | Индикатор                                                                                        | Вредност |
| --- | ------------------------------------------------------------------------------------------------ | -------- |
| 1   | Становништво од 0 до 2 године                                                                    | 16207    |
| 2   | Мушко становништво од 0 до 2 године                                                              | 8334     |
| 3   | Женско становништво од 0 до 2 године                                                             | 7873     |
| 4   | Становништво са 3 и више година                                                                  | 421075   |
| 5   | Мушко становништво са 3 и више година                                                            | 208010   |
| 6   | Женско становништво са 3 и више година                                                           | 213065   |
| 7   | Становништво са 5 и више година                                                                  | 409860   |
| 8   | Мушко становништво са 5 и више година                                                            | 202328   |
| 9   | Женско становништво са 5 и више година                                                           | 207532   |
| 10  | Становништво са 12 и више година                                                                 | 366319   |
| 11  | Мушко становништво са 12 и више година                                                           | 180097   |
| 12  | Женско становништво са 12 и више година                                                          | 186222   |
| 13  | Становништво са 15 и више година                                                                 | 346152   |
| 14  | Мушко становништво са 15 и више година                                                           | 169861   |
| 15  | Женско становништво са 15 и више година                                                          | 176291   |
| 16  | Становништво са 18 и више година                                                                 | 323258   |
| 17  | Мушко становништво са 18 и више година                                                           | 158142   |
| 18  | Женско становништво са 18 и више година                                                          | 165116   |
| 19  | Становништво од 3 до 5 година                                                                    | 16972    |
| 20  | Мушко становништво од 3 до 5 година                                                              | 8622     |
| 21  | Женско становништво од 3 до 5 година                                                             | 8350     |
| 22  | Становништво од 6 до 11 година                                                                   | 37784    |
| 23  | Мушко становништво од 6 до 11 година                                                             | 19291    |
| 24  | Женско становништво од 6 до 11 година                                                            | 18493    |
| 25  | Становништво од 8 до 14 година                                                                   | 46423    |
| 26  | Мушко становништво од 8 до 14 година                                                             | 23584    |
| 27  | Женско становништво од 8 до 14 година                                                            | 22839    |
| 28  | Становништво од 12 до 14 година                                                                  | 20167    |
| 29  | Мушко становништво од 12 до 14 година                                                            | 10236    |
| 30  | Женско становништво од 12 до 14 година                                                           | 9931     |
| 31  | Становништво од 15 до 17 година                                                                  | 22894    |
| 32  | Мушко становништво од 15 до 17 година                                                            | 11719    |
| 33  | Женско становништво од 15 до 17 година                                                           | 11175    |
| 34  | Становништво од 18 до 24 године                                                                  | 61654    |
| 35  | Мушко становништво од 18 до 24 године                                                            | 32130    |
| 36  | Женско становништво од 18 до 24 године                                                           | 29524    |
| 37  | Женско становништво од 15 до 49 година                                                           | 120424   |
| 38  | Становништво са 60 и више година                                                                 | 49653    |
| 39  | Мушко становништво са 60 и више година                                                           | 22909    |
| 40  | Женско становништво са 60 и више година                                                          | 26744    |
| 41  | Однос између мушкараца и жена                                                                    | 97.95    |
| 42  | Становништво од нуле до 14 година                                                                | 91130    |
| 43  | Становништво од 15 до 64 године                                                                  | 314212   |
| 44  | Становништво од 65 година и више                                                                 | 31940    |
| 45  | Просечан број деце                                                                               | 2.05     |
| 46  | Становништво рођено у ентитету                                                                   | 342892   |
| 47  | Мушко становништво рођено у ентитету                                                             | 170102   |
| 48  | Женско становништво рођено у ентитету                                                            | 172790   |
| 49  | Становништво рођено у другом ентитету                                                            | 88719    |
| 50  | Мушко становништво рођено у другом ентитету                                                      | 43325    |
| 51  | Женско становништво рођено у другом ентитету                                                     | 45394    |
| 52  | Становништво од 5 година и више резидентно у ентитету у јуну 2005. године                        | 393329   |
| 53  | Мушко становништво старосног доба од 5 година и више, резидентно у ентитету у јуну 2005. године  | 193416   |
| 54  | Женско становништво старосног доба од 5 и више година, резидентно у ентитету у јуну 2005. године | 199913   |
| 55  | Становништво од 5 година и више које је живело у другом ентитету у јуну 2005. године             | 10094    |
| 56  | Мушко становништво старије од 5 година које је живело у другом ентитету у јуну 2005. године      | 5451     |
| 57  | Женско становништво старије од 5 година које је живело у другом ентитету у јуну 2005. године     | 4643     |
| 58  | Становништво од 3 године и више које говори аутохтони језик                                      | 1943     |
| 59  | Мушко становништво старо 3 године и више које говори аутохтони језик                             | 1070     |
| 60  | Женско становништво старо 3 године и више које говори аутохтони језик                            | 873      |
| 61  | Становништво од 3 године и више које говори аутохтони језик и не говори шпански језик            | 2        |
| 62  | Мушко становништво старо 3 године и више које говори аутохтони језик и не говори шпански         | 0        |
| 63  | Женско становништво старо 3 године и више које говори аутохтони језик и не говори шпански језик  | 2        |
| 64  | Становништво старо 3 године и више које говори аутохтони језик и шпански                         | 1167     |
| 65  | Мушко становништво старо 3 године и више које говори аутохтони језик и шпански                   | 652      |
| 66  | Женско становништво старо 3 године и више које говори аутохтони језик и шпански                  | 515      |
| 67  | Становништво од 5 година и више које говори аутохтони језик                                      | 1928     |
| 68  | Становништво од 5 година и више које говори аутохтони језик и не говори шпански језик            | 2        |
| 69  | Становништво од 5 година и више које говори аутохтони језик и говори шпански језик               | 1163     |
| 70  | Становништво у домородачким домаћинствима                                                        | 3536     |
| 71  | Становништво са ограничењима у активностима                                                      | 13552    |
| 72  | Становништво са ограниченим ходањем или кретањем, горе или доле                                  | 8069     |
| 73  | Становници са ограничењима вида, чак и уз кориштење сочива                                       | 2913     |
| 74  | Становништво са ограничењима говора, комуникације или конверзације                               | 1234     |
| 75  | Становништво са ограниченим слухом                                                               | 1388     |
| 76  | Становништво са ограничењима при одевању, купању или јелу                                        | 964      |
| 77  | Становништво са ограничењима у опажању или учењу једноставних ствари                             | 590      |
| 78  | Становништво са менталним ограничењима                                                           | 1793     |
| 79  | Становништво без ограничења активности                                                           | 418942   |
| 80  | Становништво од 3 до 5 година које не похађа школу                                               | 5842     |
| 81  | Мушко становништво од 3 до 5 година које не похађа школу                                         | 2939     |
| 82  | Женско становништво од 3 до 5 година које не похађа школу                                        | 2903     |
| 83  | Становништво од 6 до 11 година које не похађа школу                                              | 736      |
| 84  | Мушко становништво од 6 до 11 година које не похађа школу                                        | 389      |
| 85  | Женско становништво од 6 до 11 година које не похађа школу                                       | 347      |
| 86  | Становништво од 12 до 14 година које не похађа школу                                             | 611      |
| 87  | Мушко становништво од 12 до 14 година које не похађа школу                                       | 307      |
| 88  | Женско становништво од 12 до 14 година које не похађа школу                                      | 304      |
| 89  | Становништво од 15 до 17 година похађа школу                                                     | 18484    |
| 90  | Мушко становништво од 15 до 17 година похађа школу                                               | 9437     |
| 91  | Женско становништво између 15 и 17 година живота у школи                                         | 9047     |
| 92  | Становништво од 18 до 24 године похађа школу                                                     | 25689    |
| 93  | Мушко становништво од 18 до 24 године похађа школу                                               | 14057    |
| 94  | Женско становништво од 18 до 24 године похађа школу                                              | 11632    |
| 95  | Становништво од 8 до 14 година које не може да чита и пише                                       | 435      |
| 96  | Мушко становништво старосног доба од 8 до 14 година које не може да чита и пише                  | 246      |
| 97  | Женско становништво старосног доби од 8 до 14 година које не може да чита и пише                 | 189      |
| 98  | Становништво од 15 година и више које је неписмено                                               | 4217     |
| 99  | Мушко становништво од 15 година и више које је неписмено                                         | 1610     |
| 100 | Женско становништво од 15 година и више које је неписмено                                        | 2607     |
| 101 | Становништво старо 15 и више година без школовања                                                | 6175     |
| 102 | Мушко становништво старо 15 и више година без школовања                                          | 2594     |
| 103 | Женско становништво старо 15 и више година без школовања                                         | 3581     |
| 104 | Становништво старосног доба 15 и више година са непотпуним основним образовањем                  | 18881    |
| 105 | Мушко становништво старосног доба од 15 година и више са непотпуном основним образовањем         | 7567     |
| 106 | Женско становништво старосног доба 15 и више година са непотпуном основним образовањем           | 11314    |
| 107 | Становништво старо 15 и више година са комплетним основним образовањем                           | 35400    |
| 108 | Мушко становништво старо 15 година и више са комплетним основним образовањем                     | 14669    |
| 109 | Женско становништво старо 15 и више година са комплетним основним образовањем                    | 20731    |
| 110 | Становништво старосног доба 15 и више година са непотпуним средњим образовањем                   | 10188    |
| 111 | Мушко становништво старосног доба од 15 година и више са непотпуним средњим образовањем          | 5624     |
| 112 | Женско становништво старосног доба од 15 година и више са непотпуним средњим образовањем         | 4564     |
| 113 | Становништво старо 15 и више година са пуним секундарном образовањем                             | 65769    |
| 114 | Мушко становништво старосног доба од 15 година и више са пуним секундарном образовањем           | 34054    |
| 115 | Женско становништво старосног доба од 15 година и више са пуним секундарном образовањем          | 31715    |
| 116 | Становништво старије од 18 година са постосновним образовањем                                    | 187993   |
| 117 | Мушко становништво старије од 18 година са постосновним образовањем                              | 96403    |
| 118 | Женско становништво старије од 18 година са постосновним образовањем                             | 91590    |
| 119 | Просечна оцена школовања                                                                         | 11.02    |
| 120 | Просечан ниво образовања мушке популације                                                        | 11.35    |
| 121 | Просечан ниво образовања женског становништва                                                    | 10.71    |
| 122 | Економски активно становништво                                                                   | 197873   |
| 123 | Економски активна мушка популација                                                               | 125853   |
| 124 | Економски активна женска популација                                                              | 72020    |
| 125 | Становништво које није економски активно                                                         | 165238   |
| 126 | Мушко становништво које није економски активно                                                   | 52583    |
| 127 | Женско становништво које није економски активно                                                  | 112655   |
| 128 | Запослено становништво                                                                           | 188206   |
| 129 | Запослено мушко становништво                                                                     | 118771   |
| 130 | Запослено женско становништво                                                                    | 69435    |
| 131 | Незапослена популација                                                                           | 9667     |
| 132 | Незапослена мушка популација                                                                     | 7082     |
| 133 | Незапослена женска популација                                                                    | 2585     |
| 134 | Становништво без права на здравствене услуге                                                     | 84250    |
| 135 | Становништво које има право на здравствене услуге                                                | 349660   |
| 136 | Становништво које има право на ИМСС                                                              | 275580   |
| 137 | Становништво које има право на социјално осигурање                                               | 16109    |
| 138 | Становништво које има право на државно социјално осигурање                                       | 3996     |
| 139 | Становништво које има право на опште осигурање или здравствено осигурање за нову генерацију      | 17916    |
| 140 | Становништво које је било једном или није било у браку током 12 година и више                    | 136685   |
| 141 | Венчано или уједињено становништво од 12 година и више                                           | 189979   |
| 142 | Становништво које је било у браку или уједињено 12 година и више                                 | 36792    |
| 143 | Становништво са католичком религијом                                                             | 376238   |
| 144 | Протестанти, еванђелисти и библијски следбеници различити од еванђелиста                         | 42167    |
| 145 | Становништво са другим религијама различитим од претходних                                       | 181      |
| 146 | Становништво без религије                                                                        | 12608    |
| 147 | Укупно пописаних домаћинства                                                                     | 113548   |
| 148 | Пописна домаћинства на челу са мушкарцима                                                        | 88212    |
| 149 | Пописна домаћинства на челу са женама                                                            | 25336    |
| 150 | Становништво у пописним домаћинствима                                                            | 437525   |
| 151 | Становништво у пописним домаћинствима на челу са мушкарцима                                      | 354396   |
| 152 | Становништво у пописним домаћинствима на челу са женама                                          | 83129    |
| 153 | Укупно домаћинстава                                                                              | 129137   |
| 154 | Укупно насељених домаћинстава                                                                    | 115413   |
| 155 | Укупно приватних кућа                                                                            | 127272   |
| 156 | Насељени приватни домови                                                                         | 113548   |
| 157 | Укупно насељених приватних кућа                                                                  | 115398   |
| 158 | Ненасељене приватне куће                                                                         | 10914    |
| 159 | Појединачна домаћинства за привремену употребу                                                   | 2810     |
| 160 | Становници у насељеним приватним кућама                                                          | 437525   |
| 161 | Насељеност станара у приватним становима                                                         | 3.85     |
| 162 | Просечно становника по соби у приватним насељеним домаћинствима                                  | 0.79     |
| 163 | Појединачна домаћинства са подовима од различитих материјала од земље                            | 111007   |
| 164 | Појединачна домаћинства у приземљу                                                               | 1008     |
| 165 | Појединачна домаћинства са једном спаваћом собом                                                 | 18664    |
| 166 | Појединачна домаћинства са две спаваће собе и више                                               | 93544    |
| 167 | Појединачна домаћинства са једним собом                                                          | 930      |
| 168 | Појединачна домаћинства са две собе                                                              | 3378     |
| 169 | Појединачна домаћинства са 3 собе и више                                                         | 107768   |
| 170 | Појединачна домаћинства која имају електрично светло                                             | 112510   |
| 171 | Појединачна домаћинства која немају електрично светло                                            | 42       |
| 172 | Појединачна домаћинства која имају водоводну воду у стамбеном простору                           | 112099   |
| 173 | Појединачна домаћинства која немају водоводну воду у стамбеном простору                          | 115      |
| 174 | Појединачна домаћинства која имају тоалет                                                        | 112203   |
| 175 | Појединачна домаћинства која имају канализацију                                                  | 112062   |
| 176 | Појединачна домаћинства која немају канализацију                                                 | 33       |
| 177 | Појединачна домаћинства која имају електрично светло, довод воде из јавне мреже и канализацију   | 111794   |
| 178 | Појединачна домаћинства без икаквих услова                                                       | 83       |
| 179 | Појединачна домаћинства која имају радио                                                         | 99943    |
| 180 | Појединачна домаћинства која имају телевизор                                                     | 111480   |
| 181 | Појединачна домаћинства која имају фрижидер                                                      | 110573   |
| 182 | Појединачна домаћинства која имају машину за веш                                                 | 104119   |
| 183 | Појединачна домаћинства која имају аутомобил или комби                                           | 76305    |
| 184 | Појединачна домаћинства која имају рачунар                                                       | 62836    |
| 185 | Појединачна домаћинства која имају фиксну телефонску линију                                      | 90872    |
| 186 | Појединачна домаћинства која имају мобилни телефон                                               | 90204    |
| 187 | Појединачна домаћинства која имају приступ интернету                                             | 54351    |